# Ron y Valerie Taylor
Ron Josiah Taylor, AM (8 de marzo de 1934 - 9 de septiembre de 2012) fue un destacado experto en tiburones australiano, al igual que su esposa, Valerie May Taylor, AM (9 de noviembre de 1935). Se les conoce por haber asesorado películas como Tiburón, Orca y Sky Pirates.
Ron comenzó a bucear en 1952, empezando a interesarse por la fotografía subacuática y la pesca submarina. Valerie nació en Sídney, y comenzó a bucear en 1956 y a dedicarse a la pesca submarina en 1960, ganando varios campeonatos australianos femeninos en ambas disciplinas, la pesca submarina y el buceo. La pareja se conoció mientras ambos eran miembros del club de pesca submarina St George en Sídney. Se convirtieron en campeones de pesca con arpón, pero dejaron de matar tiburones para pasar a filmarlos porque acabaron fascinados por la vida marina. Se casaron en diciembre de 1963 y no tuvieron hijos. Se ganaban la vida en la década de 1960 realizando filmaciones submarinas. A los Taylor se les atribuye ser pioneros en varias áreas - por ejemplo se les considera como las primeras personas en filmar grandes tiburones blancos sin la protección de una jaula o de cualquier otra cosa durante el rodaje de la película Blue Wilderness, en enero de 1992, un gran hito en la exploración del océano - junto con los sudafricanos George Askew y Piet van der Walt, fundadores de la industria turística sudafricana de buceo en el interior de jaulas rodeadas de grandes tiburones blancos. Los Taylor también fueron los primeros en filmar tiburones por la noche.
Ron y Valerie Taylor eran miembros de la Orden de Australia, y Valerie también recibió la Medalla del Centenario.
Ronald Taylor murió de leucemia el 9 de septiembre de 2012, a los 78 años.

## Filmografía
- Shark Hunters (1962)
- Blue Water, White Death (1971)[5]
- Taylor's Inner Space, una serie de 13 películas realizadas en 1972 y 1973.